# Kent Nagano
Pour les articles homonymes, voir Nagano (homonymie).
Kent Nagano (né le 22 novembre 1951 à Berkeley, en Californie)  est un chef d'orchestre américain d'ascendance japonaise.

## Biographie
Kent Nagano a grandi à Morro Bay, une ville située sur la Central Coast of California dans le Comté de San Luis Obispo aux États-Unis. Il a étudié la sociologie et la musique à l'Université de Californie à Santa Cruz, puis à San Francisco State University. Sa carrière commence vraiment en 1977, à l'Opéra de Boston, dont il devient rapidement le directeur artistique adjoint. Lors de ses premières années, il est marqué par la rencontre avec Olivier Messiaen, dont il dirige la première américaine de sa Transfiguration. Il dirigera ensuite à plusieurs reprises cette œuvre en Europe.
Il commence le piano à l'âge de quatre ans avant d'essayer d'autres instruments comme la clarinette, l'alto et le koto, instrument traditionnel japonais. Il fait ses premiers pas comme chef d'orchestre dès l'âge de huit ans en dirigeant un chœur d'enfants à l'église.
De janvier 1989 à 1998, il a été le directeur musical de l'Opéra national de Lyon, où il a succédé à John Eliot Gardiner.
En 2006, il est nommé directeur musical de l'Orchestre symphonique de Montréal (après en avoir été le conseiller musical), et de l'Opéra de Bavière.
Le 6 septembre 2006, il participa à son premier concert en tant que directeur musical et chef d'orchestre avec l'Orchestre symphonique de Montréal qui a eu lieu à la salle Wilfrid-Pelletier de la Place des Arts (Montréal, Québec, Canada). L'œuvre jouée fut la Neuvième symphonie de Beethoven.
Marié à la pianiste Mari Kodama. Ils ont une fille, Karin Kei Nagano (en), qui, à l'âge de 8 ans, a déjà remporté trois concours de piano.
Le 7 novembre 2013, Kent Nagano devient Grand Officier de l'Ordre national du Québec. Il est nommé à l'Ordre du Canada en 2024 .
Kent Nagano prend la décision de quitter l'Orchestre symphonique de Montréal (OSM) à la fin de son mandat qui se termine en 2020. Son objectif avec l'OSM, et celui des musiciens, a-t-il précisé, a été  de créer des événements qui reflétaient la culture québécoise.
Depuis 2015, il est directeur musical général et chef principal de l’Opéra d’État et de l’Orchestre philharmonique de Hambourg .
En 2024, il est nommé directeur musical et artistique de l'Orchestre national d'Espagne et de son chœur à compter de septembre 2026, pour une durée de cinq ans renouvelables.

## Distinctions
- novembre 2005 : docteur honoris causa de l'Université McGill.
- avril 2006 : docteur honoris causa de l'Université de Montréal[9].
- janvier 2007 : Citoyen d'honneur de la Ville de Montréal[10].
- 2008 : Ordre du Soleil levant.
- mars 2012 : Médaille d'honneur de l'Assemblée nationale du Québec[11].
- novembre 2013: Grand Officier de l'Ordre national du Québec[3].
- 2017 : Compagnon de l'Ordre des arts et des lettres du Québec[12], honneur décerné par le Conseil des arts et des lettres du Québec.
- 2024: Nommé officier de l'Ordre du Canada[4] ; prix Brahms[13].

## Discographie sélective
- Édouard Lalo, Symphonie espagnole, Ernest Chausson, Poème, Maurice Ravel, Tzigane, Vadim Repin, violon, London Symphony Orchestra, dir. Kent Nagano. CD Erato 1999
- Camille Saint-Saëns : Intégrale des concertos pour violon et orchestre (n°1, n°2, n°3), Andrew Wan, violon, Orchestre symphonique de Montréal, dir. Kent Nagano. CD Analekta 2015

### Filmographie
- Kent Nagano, airs d'enfants, documentaire de Nadja Franz, Allemagne, 2010, 55 min